# Topor Antal
Topor Antal (Szombathely, 1963. november 23. –) labdarúgó, középpályás.

## Pályafutása
A Zalaegerszegi TE csapatában mutatkozott az élvonalban 1981. december 16-án a Videoton ellen, ahol csapata 2–1-re kikapott. Két idény alatt csak három bajnoki mérkőzésen lépett pályára. 1983-ban visszaszerződött szülővárosába, a Haladáshoz. Négy idényen át összesen 94 bajnoki mérkőzésen játszott és 13 gólt szerzett. 1987 és 1991 között a Ferencváros játékosa volt, ahol két bajnoki ezüst- és egy bronzérem mellett egy magyar kupa-győzelmet szerzett a csapattal. Az 1991–92-es idényben ismét a Haladás csapatában szerepelt. Utolsó élvonalbeli mérkőzésen a BVSC csapatától 1–0-s vereséget szenvedett csapata.

## Sikerei, díjai
- Magyar bajnokság
  - 2.: 1988–89, 1990–91
  - 3.: 1989–90
- Magyar kupa
  - győztes: 1991
  - döntős: 1989